# Eleanor Rigby
Eleanor Rigby – piosenka zespołu The Beatles, napisana przez Paula McCartneya, lecz za autorów uważa się duet Lennon/McCartney. Ukazała się na singlu z „Yellow Submarine”.
Przez wiele lat spekulowano, czy Eleanor Rigby istniała naprawdę. Gwiazdor przekazał na aukcję charytatywną wyciąg z archiwów księgowych szpitala miejskiego w Liverpoolu, z której wynika, że niejaka E. Rigby była zatrudnioną w szpitalu pomywaczką. We wcześniejszych wywiadach McCartney sugerował, że imię Eleanor miało być nawiązaniem do aktorki Eleanor Bron, która wystąpiła w filmie Beatlesów „Help!”. Z kolei szpitalny dokument w połączeniu z pochodzącym z lat 80. nagrobkiem Eleonor Rigby w jednej z dzielnic Liverpoolu sugeruje, że Rigby mogła być prawdziwą postacią, o której McCartney napisał w 1966 roku piosenkę.
Eleanor Rigby jest jednym z dwóch utworów w całym dorobku The Beatles, w których jego muzycy nie grają na żadnym instrumencie (tym drugim jest „She's Leaving Home”). Zamiast tego podkład wykonał oktet smyczkowy złożony z muzyków studyjnych, jednym z nich był skrzypek Stephen Shingles. Nagrania odbyły się w dniach 28 i 29 kwietnia 1966 roku. Piosenkę zaśpiewał Paul McCartney, a John Lennon i George Harrison wykonali partie chóralne.
Postać Eleanor „Ellie” Rigby pojawiła się też w 1996 w filmie Mojave Moon (rolę odtwarzała Angelina Jolie).